# Донбасс (корабль управления)
«ПМ-9», позже «Краснодон», с 2001 года «Донбасс» — плавучая мастерская ВМФ СССР проекта 304 (код НАТО англ. Amur), после раздела Черноморского флота — корабль управления в составе украинского флота.
Затоплен украинскими военными в порту Мариуполя в апреле 2022 года.

## История
Плавучая мастерская № 9 построена на Щецинской судоверфи в Польской Народной Республике, по заказу Союза ССР, в 1969 году под наименованием «ПМ-9». Корабли этого предприятия тогда считались самыми живучими, активно применялись в боевых походах с начала 1970-х годов. «ПМ-9» входила в состав 472-го дивизиона.
За время службы «ПМ-9» регулярно совершал переходы Чёрное — Средиземное — Балтийское моря. Государства и порты базирования: Сирия (Тартус), Тунис (Мензель-Бургиба), Египет (Александрия), ПНР (Гдыня), СССР (Севастополь, Калининград) и другие.
После раздела Черноморского флота СССР «ПМ-9» сменили наименование на «Краснодон» и бортовой номер U803; в 2001 году корабль переименован в «Донбасс» и получил бортовой номер U500.
28 декабря 2004 года на корабле управления «Донбасс», находившемся на ремонте на территории предприятия «Севморзавод» в Севастополе, возник пожар, который был ликвидирован через пять часов. В результате пожара была повреждена верхняя палуба судна на площади 50 м², пострадавших нет. К тушению пожара привлекались шесть отделений Государственной пожарной охраны МЧС Украины и пожарный катер ВМС Украины.
11 ноября 2007 года находящийся у причальной стенки в Севастопольской бухте корабль управления «Донбасс» заблаговременно не был поставлен на укрытую стоянку, во время шторма был сорван со швартовых от причальной стенки и длительное время удерживался лишь на якорях по центру бухты, имея реальную угрозу столкновения с другими кораблями ВМС Украины либо выброса его на берег. Отсутствие действующего главного двигателя и работающих дизель-генераторов на борту привели к тому, что корабль оказался в эпицентре пятибалльного шторма (со шквальным ветром до 40 м/с) без хода, без света и без связи. Лишь помощь буксира «Корец» ВМС Украины, буксиров Черноморского флота России и Севастопольского морского порта помогла избежать катастрофических последствий.

На протяжении длительного времени корабль управления «Донбасс» находился в неудовлетворительном техническом состоянии.

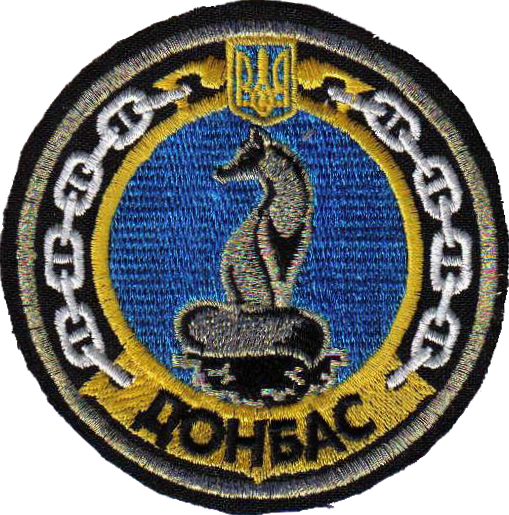
Нарукавный знак экипажа корабля

Министерство обороны Украины 6 декабря 2010 года выделило около 4 млн гривен для проведения на корабле восстановительных работ. «Донбасс» впервые вышел в море 21 января 2011 года под флагом ВМСУ и 25 января прошёл первый этап ходовых испытаний.
В 2011 году был запланирован выход корабля в море, чтобы принять участие в запланированных мероприятиях боевой подготовки.
20 марта 2014 года на корабле был поднят российский флаг, а украинский экипаж выведен на сушу.
15 апреля 2014 года возвращён в состав ВМС Украины и перебазирован в порт Одессы на буксире.
4 сентября 2016 года на судне произошёл пожар. Огнём были охвачены две палубы. Площадь горения составила более 100 м².
В 2017 году прошёл поддерживающий ремонт. 23 сентября 2018 года буксируемый буксиром «Корец» вошёл в Азовское море, пройдя под аркой Крымского моста, по заявлению украинских властей — с целью создания базы ВМСУ в Бердянске.
Затоплен украинскими военными в порту Мариуполя в апреле 2022 года. В мае 2022 года Россия заявила о планах поднять судно .

## Известные командиры
- 19?? — 1975 (ПМ-9) — капитан 3-го ранга С. А. Джарашнелов;
- 1975 — 1978 (ПМ-9) — капитан 2-го ранга А. Ф. Савочкин;
- 1989 — 19?? — Айриян
- 1992 — 1994 — капитан 3-го ранга Урбанчук
- 20?? — 20?? (Донбасс) — капитан 3-го ранга А. Посенко;
- 2009 — 2013 (Донбасс) — капитан 3-го ранга О. В. Гук;
- март 2013 — март 2014 — (Донбасс) — капитан 2-го ранга А. В. Ольховик.